# Serfiraz Hanım
Serfiraz Hanım (1837 – 9. června 1905) byla konkubína osmanského sultána Abdulmecida I.

## Biografie
Serfiraz Hanımefendi, rodným jménem Ayşe Liah, byla dcera abchazského prince Osmana Beye a jeho ženy Zelihy Tapsın. Nejdříve byla Serfiraz darována jako služebná společně se svými sestrami Hüsnümah a Agâh. Brzy si jí ale všiml sultán Abdulmecid a oženil se s ní v roce 1851 v paláci Dolmabahçe. Její sestra Hüsnümah se provdala za Sulejmana Beje.
Serfiraz zemřela v roce 1905 v paláci Çırağan v Ortaköy a byla pohřbena v mauzoleu Şehzade Kemaleddin Efendiho na hřbitově Yahya Efendi.

## Děti
- Şehzade Osman Safiyeddin
- Şehzade Suleiman Selim
- Bedia Sultan